# Israëlische parlementsverkiezingen 2015

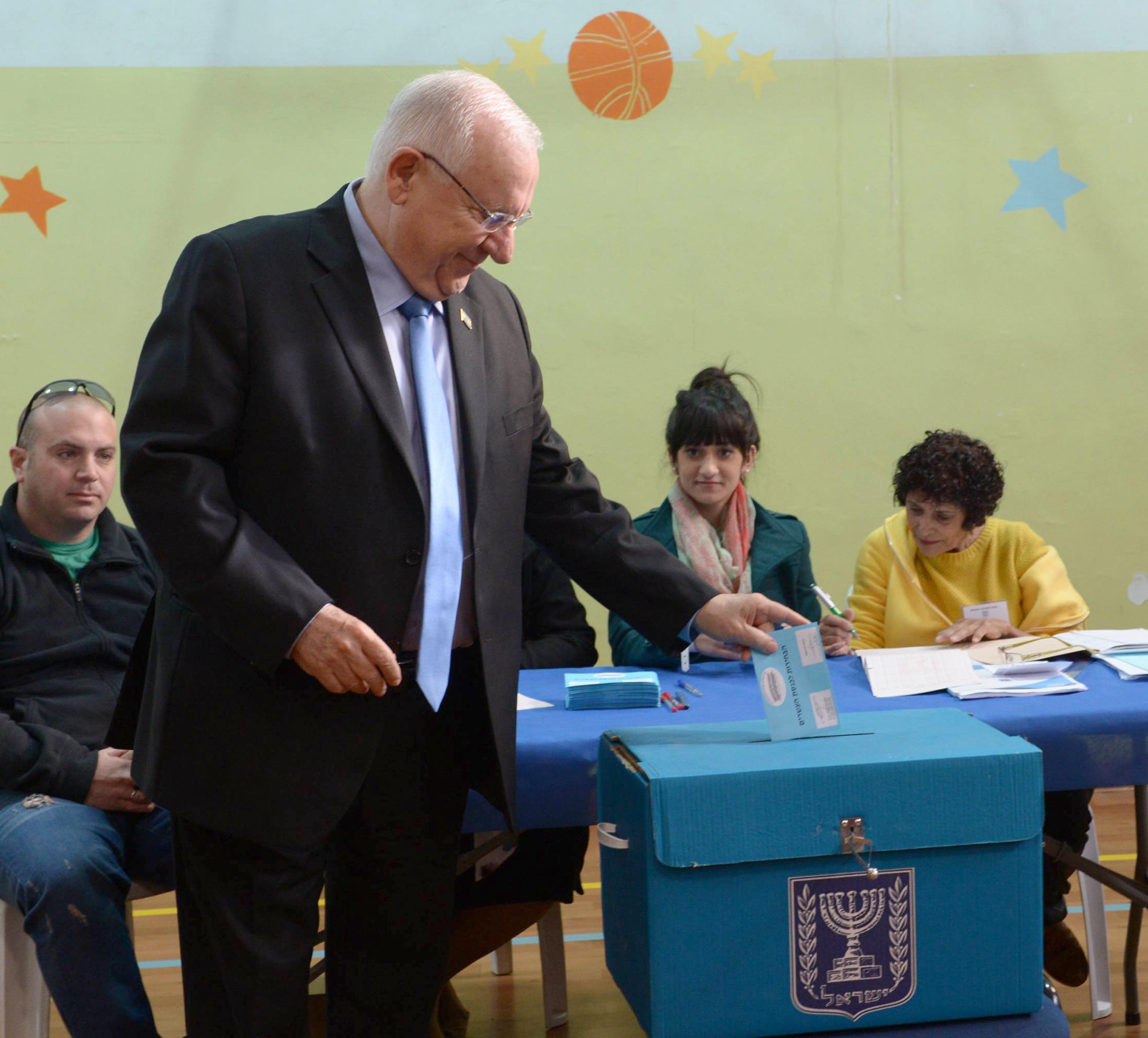
President Reuven Rivlin stemt in Jeruzalem

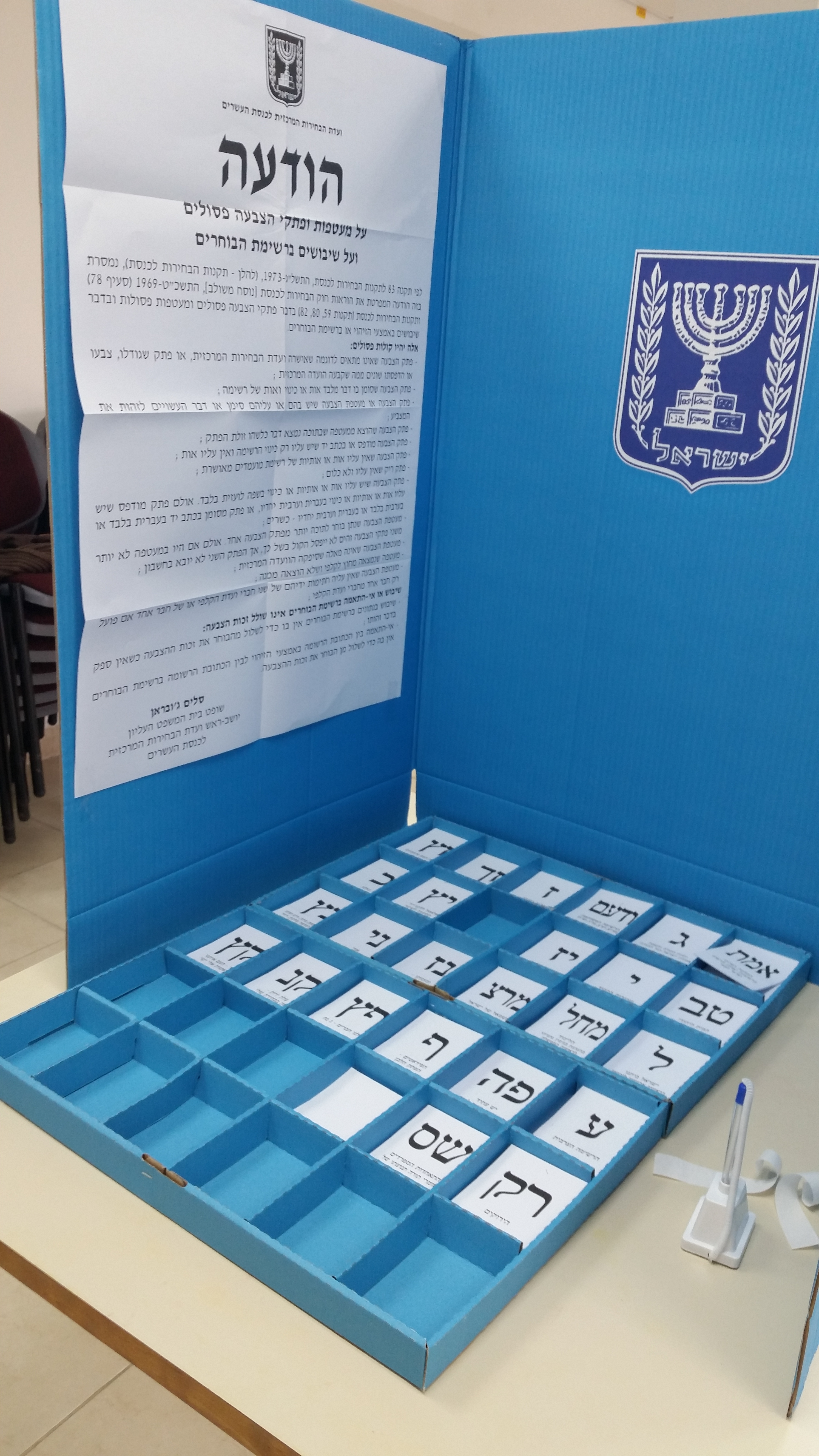
Een Israëlisch stemhokje

De Israëlische parlementsverkiezingen van 17 maart 2015 waren de verkiezingen voor de 20e Knesset. De Likoed is met 30 zetels als grootste partij uit de bus gekomen. De Zionistische Unie, bestaande uit de Arbeidspartij van Yitzhak Herzog en Hatnuah van Tzipi Livni, haalde 24 zetels.
De verkiezingen waren ruim twee jaar vervroegd, omdat premier Benjamin Netanyahu de ministers Tzipi Livni van Hatnuah en Yair Lapid van Yesh Atid ontslagen had, waardoor kabinet-Netanyahu III geen meerderheid meer had in de Knesset.

## Einduitslag van de Israëlische parlementsverkiezingen van 2015[2][3]
| Verkiezingen voor de 20e Knesset (2015)                   | Verkiezingen voor de 20e Knesset (2015)                                                                            | Verkiezingen voor de 20e Knesset (2015) | Verkiezingen voor de 20e Knesset (2015) | Verkiezingen voor de 20e Knesset (2015) | Verkiezingen voor de 20e Knesset (2015) | Verkiezingen voor de 20e Knesset (2015) |
| Kiessymbool                                               | Lijstnaam | politiek leider                         | aantal geldige stemmen                  | percentage                              | zetels                                  | verschil met 19e Knesset                |
| --------------------------------------------------------- | --- | --------------------------------------- | --------------------------------------- | --------------------------------------- | --------------------------------------- | --------------------------------------- |
| מחל                                                       | Likoed onder leiderschap van Benjamin Netanyahu als minister-president                                             | Benjamin Netanyahu                      | 985.408                                 | 23,40 %                                 | 30                                      | +12                                     |
| אמת                                                       | De Zionistische Unie onder leiderschap van Yitzhak Herzog en Tzipi Livni                                           | Yitzhak Herzog                          | 786.313                                 | 18,67 %                                 | 24                                      | +3                                      |
| ודעם                                                      | Gezamenlijke Lijst (Hadash Ra'am Ta'al Balad)                                                                      | Ayman Odeh                              | 446.583                                 | 10,61 %                                 | 13                                      | +2                                      |
| פה                                                        | Yesh Atid onder leiderschap van Yair Lapid                                                                         | Yair Lapid                              | 371.602                                 | 8,82 %                                  | 11                                      | -8                                      |
| כ                                                         | Kulanu geleid door Moshe Kahlon                                                                                    | Moshe Kahlon                            | 315.360                                 | 7,49 %                                  | 10                                      | nieuw                                   |
| טב                                                        | Het Joodse Huis onder leiderschap van Naftali Bennett                                                              | Naftali Bennett                         | 283.910                                 | 6,74 %                                  | 8                                       | -4                                      |
| שס                                                        | De Thora-Nalevende Sefaradiem - de beweging van Rabbijn Ovadia Yosef ZT"L                                          | Aryeh Deri                              | 241.613                                 | 5,73 %                                  | 7                                       | -4                                      |
| ל                                                         | Yisrael Beiteinu geleid door Avigdor Lieberman                                                                     | Avigdor Lieberman                       | 214.906                                 | 5,10 %                                  | 6                                       | -7                                      |
| ג                                                         | Verenigd Thora-Jodendom voor Sjabbat - Agudat Yisrael - Degel Hatorah                                              | Yakov Litzman                           | 210.143                                 | 4,99 %                                  | 6                                       | -1                                      |
| מרצ                                                       | Israëlisch Links                                                                                                   | Zehava Gal-On                           | 165.529                                 | 3,93 %                                  | 5                                       | -1                                      |
| Partijen die de kiesdrempel van 3,25% niet hebben behaald | |                                         |                                         |                                         |                                         |                                         |
| קץ                                                        | Yachad - Het Volk Bijeen geleid door Eli Yishai                                                                    | Eli Yishai                              | 125.158                                 | 2,97 %                                  | 0                                       | nieuw                                   |
| קנ                                                        | Ale Yarok - trots op mijn keuze                                                                                    | Oren Leibovitch                         | 47.180                                  | 1,12%                                   | 0                                       | 0                                       |
| ע                                                         | Arabische Lijst | Taleb a-Sanaa                           | 4.301                                   | 0,10%                                   | 0                                       | nieuw                                   |
| רק                                                        | De Groenen |                                         | 2.992                                   | 0,07%                                   | 0                                       | 0                                       |
| ףץ                                                        | Wij Zijn Allemaal Vrienden Na Nach                                                                                 |                                         | 2.493                                   | 0,06%                                   | 0                                       | 0                                       |
| נז                                                        | Oebizchutan - Charedische vrouwen voor verandering                                                                 | Ruth Colian                             | 1.802                                   | 0,04%                                   | 0                                       | nieuw                                   |
| יץ                                                        | Hoop op Verandering                                                                                                |                                         | 1.385                                   | 0,03%                                   | 0                                       | 0                                       |
| ף                                                         | De Piraten - het witte stembiljetje                                                                                |                                         | 895                                     | 0,02%                                   | 0                                       | 0                                       |
| נץ                                                        | Bloem - een overvloed van zegeningen, leven en vrede - נץ - een revolutie in onderwijs, huisvesting en echte vrede |                                         | 823                                     | 0,02%                                   | 0                                       | nieuw                                   |
| זץ                                                        | Nationaal Team (Tijdelijk)                                                                                         |                                         | 761                                     | 0,02%                                   | 0                                       | 0                                       |
| ני                                                        | Partij van Licht                                                                                                   |                                         | 502                                     | 0,01%                                   | 0                                       | 0                                       |
| י                                                         | Waardig Huren |                                         | 423                                     | 0,01%                                   | 0                                       | 0                                       |
| ז                                                         | Economische Partij geleid door de gebroeders Goldstein                                                             | De gebroeders Goldstein                 | 337                                     | 0,01%                                   | 0                                       | 0                                       |
| זך                                                        | Aanhangers van de Partij Demokratura                                                                               |                                         | 242                                     | 0,01%                                   | 0                                       | nieuw                                   |
| יז                                                        | Sociaal leiderschap                                                                                                |                                         | 223                                     | 0,01%                                   | 0                                       | 0                                       |
|                                                           | Totaal |                                         | 4.210.884                               | 100%                                    | 120                                     |                                         |

De kiesdrempel voor de 120 Knesset-zetels lag op 3,25 procent. Zesentwintig politieke partijen deden mee aan de verkiezingen. Tien partijen hebben de kiesdrempel gehaald.
Om de kiesdrempel te halen hebben drie overwegend "Arabische" partijen met een gezamenlijke lijst meegedaan. De Arbeidspartij en Hatnuah hebben ook met een gemeenschappelijke lijst meegedaan om de grootste partij te worden en de premier te kunnen leveren. De sluitingsdatum waarop Israëlische politieke partijen hun kandidatenlijsten konden indienen was 29 januari 2015.

## Deelnemende partijen

### De Zionistische Unie (De Arbeidspartij en HaTnuah)
De Israëlische Arbeidspartij en HaTnuah komen met een gezamenlijke lijst, die in het Hebreeuws "HaMachaneh haTsioni" (betekenis: "de Zionistische Unie"). Er was afgesproken dat als de Arbeidspartij en Hatnuah de verkiezingen winnen en de nieuwe regering zullen vormen Yitzhak Herzog de eerste twee jaar premier zal zijn en Tzipi Livni de resterende tijd. Eérn dag voor de verkiezingen zag Tzipi Livni af van deze roulatie. Het centrale partijcomité van de Arbeidspartij heeft de gezamenlijke lijst en het plan voor de roulatie in de nacht van 14 op 15 december 2014 officieel goedgekeurd. Hatnuah kreeg de plaatsen 2,8,16,21,24 en 25 op de lijst. Van 20 tot en met 25 december verlieten vier politici Hatnuah, waardoor Tzipi Livni en Amir Peretz van Hatnuah waarschijnlijk respectievelijk plaats twee en acht op de lijst krijgen.
Op 31 december 2014 stelden Yitzhak Herzog en Tzipi Livni professor Manuel Trajtenberg  voor als hun kandidaat voor de post van minister van Financiën.
De Arbeidspartij (Ha'Avodah) hield op 13 januari interne partijverkiezingen. Negenentwintigduizend van de geregistreerde partijleden brachten hun stem uit (opkomst 59 %). Oud-voorzitter Shelly Yachimovich behaalde de derde plaats op de lijst na Yitzhak Herzog en Tzipi Livni (Hatnuah) die volgens afspraak de tweede plaats krijgt. De vierde plaats ging ook naar een vrouw, Stav Shaffir. Knessetlid Itzik Shmuli behaalde de vijfde plaats. Op de plaatsen 6 tot en met 10 komen Omer Bar-Lev, Amir Peretz (Hatnuah), Merav Michaëli en Eitan Cabel. Yitzhak Herzog kon zelf de kandidaat voor plaats elf kiezen. Dit werd uiteindelijk professor Manuel Trajtenberg. Peilingen voorspellen dat de lijst 23 à 25 knesset-zetels gaat halen.

### Likoed
Benjamin Netanyahu is bij de interne verkiezingen van Likoed op 31 december 2014 herkozen als voorzitter van deze partij. Hij had nadat 80 procent van de stemmen geteld waren al 75 procent van de stemmen. De andere kandidaat Danny Danon had toen negentien procent. Zes procent onthield zich van stemming.  De Likoed-leden stemden ook over de samenstelling van de kieslijst en of de voorzitter van de Likoed het recht houdt om zelf twee kandidaten op de plaatsen 11 en 23 van de lijst te zetten.
Minister van Binnenlandse Zaken Gilad Erdan haalde de tweede plaats op de Knesset-lijst van Likoed, gevolgd door Yuli Edelstein, de huidige voorzitter van de Knesset op plaats drie. Miri Regev is opgeklommen naar plaats vijf. Ze was vroeger woordvoerder van het Israëlische Defensieleger voor de media.
Netanyahu plaatste oud-minister Benny Begin, een zoon van Menachem Begin op plaats 11 en Anat Berko, een deskundige op het gebied van terrorisme op plaats 23 van de Likoed-lijst.

### Yesh Atid
Yair Lapid is de voorzitter van de door hem opgerichte partij Yesh Atid (betekenis: "Er is een toekomst"). De lijst van Yesh Atid werd zondag 25 januari op de nieuwssite NGR.co.il gepubliceerd. Na Yair Lapid volgen de oud-ministers Shai Piron (Onderwijs), Yael German (Gezondheidszorg), Meir Cohen (Welzijn) en Ya'akov Peri (Wetenschappen). Op plaats zes komt Ofer Selah, de fractievoorzitter van Yesh Atid. Drie Knessetleden zijn gestopt. Oud-generaal Elazar Stern, tot voor kort Knessetlid voor Hatnuah, komt op plaats 12, wat volgens de peilingen toen nog een verkiesbare plaats leek.

### Het Joodse Huis
Het Joodse Huis hield op 14 januari 2015 interne partijverkiezingen. Naftali Bennett werd herkozen als voorzitter.
Het centrale comité van de uiterst-rechtse Tkuma-partij koos 11 januari haar vertegenwoordigers, die met de plaatsen 2, 9, 14 en 18 op de lijst van Het Joodse Huis meedoen aan de verkiezingen.
Uri Orbach, die plaats 7 op de lijst had, werd in januari 2015 ernstig ziek en overleed op 16 februari 2015 in het ziekenhuis. Hij was sinds 2013 minister van pensioenzaken.

### Gezamenlijke Lijst (Hadash Ra'am Ta'al Balad)
Vier overwegend Arabische partijen komen met de Gezamenlijke Lijst om een grotere kans te hebben de kiesdrempel te halen, maar ze behouden hun eigen interne structuur.
Het gaat om 1. Balad; 2. De Verenigde Arabische Lijst (VAL, Hebreeuws afkorting: Ra'am), bestaande uit onder andere de Zuidelijke factie van de Islamitische Beweging van Israël; 3. Ta'al en 4. de linkse partij Hadash (uitspraak: Chadasj), die zowel Joodse als Arabische leden telt. Dov Khenin was overigens wel het enige Joodse Knesset-lid van Hadash in de negentiende Knesset.
Hadash en Balad hebben op 17 januari interne partijverkiezingen gehouden. Jamal Zahalka werd herkozen als partijleider van Balad. Ayman Odeh werd gekozen als nieuwe partijleider van Hadash, als opvolger van Mohammad Barakeh, die uit de politiek stapt. Ayman Odeh van Hadash staat bovenaan de gemeenschappelijke lijst, die oorspronkelijk Wamab ('Vonk') zou gaan heten, maar uiteindelijk werd de naam Hareshima Hameshutefet/al-Qa'imah al-Mushtarakah (Gezamenlijke Lijst) gekozen. De plaatsen 12 en hoger zouden rouleren tussen kandidaten van verschillende partijen. 
Avigdor Lieberman van Yisrael Beiteinu wou verhinderen dat de lijst meedoet aan de verkiezingen en wou een petitie indienen bij de centrale kiescommissie om de lijst te diskwalificeren, omdat Balad terroristische organisaties zou steunen en met de vijanden van Israël zou samenwerken.
Likoed, het Joodse Huis, Jisraël Beeténoe, Shas, Yachad en Yesh Atid hebben bij de centrale verkiezingscommissie een petitie ingediend om Hanin Zoabi (uitspraak: Chanin Zoabi), nummer zeven op de kandidatenlijst, te diskwalificeren. Yesh Atid wou ook Baruch Marzel die op de lijst van Yachad staat diskwalificeren. De centrale kiescommissie heeft op donderdag 12 februari beide kandidaten gediskwalificeerd. Balad is in hoger beroep gegaan bij het Israëlische Opperste Gerechtshof. Het Opperste Gerechtshof maakte de diskwalificatie van Chanin Zoabi (en die van Baruch Marzel) ongedaan. In 2013 werd Chanin Zoabi ook door de kiescommissie gediskwalificeerd en ook toen werd de diskwalificatie door het Opperste Gerechtshof ongedaan gemaakt.

### Yisrael Beiteinu
Yisrael Beiteinu (Yisrael Beitenu) presenteerde op 20 januari 2015 haar lijst. Ze is samengesteld door een partijcommissie van Yisrael Beiteinu. De partij behaalde zes zetels. Nummer vier op de lijst, Ilan Shohat, vond het beter om zijn huidige baan als burgemeester van Safed te houden. Robert Ilatov werd in zijn plaats beëdigd als Knesset-lid.

### Shas
Shas (uitspraak:Sjaas) is een van oorsprong Sefardische, charedische partij. Bijna twee weken leek het erop dat Aryeh Deri, de voorzitter van Shas, zou stoppen. Hij had op 30 december 2014 zijn ontslagbrief bij Yuli Edelstein, de voorzitter van de Knesset, ingediend, hoewel de 19e Knesset toen al was ontbonden. De andere knesset-leden van Shas hadden dat eveneens gedaan. Het was het gevolg van het uitlekken van een video uit 2008, waarin rabbijn Ovadia Yosef vertelde dat hij Eli Yishai als voorzitter van Shas wou houden en niet wou vervangen door Aryeh Deri, die toen in de gevangenis zat, omdat hij veroordeeld was voor het aannemen van smeergeld. Aryeh Deri heeft ook zijn ontslag bij de raad van Thora-wijzen van Shas ingediend, maar de raad wou dat Aryeh Deri bij Shas blijft als voorzitter en schreef hem een brief dat ze hem geen toestemming gaf om te vertrekken. 
Dertien dagen later kondigde Aryeh Deri aan toch bij Shas te blijven en Shas te blijven leiden, zoals de Shas-raad wil.

### Verenigd Thora-Jodendom
Rabbijn Yaakov Litzman is de voorzitter van de charedische partij het Verenigd Thora-Jodendom (VTJ), die in 1992 gevormd werd door een unie tussen Agoedat Israël en Degel HaTorah. De partij heeft een restzetelovereenkomst met Shas. VTJ heeft voor de eerste zeven plaatsen van de lijst dezelfde kandidaten die in 2013 verkozen werden.

### Meretz
Het duizend personen tellende centrale partijcomité van Meretz hield op 19 januari 2015 in Tel Aviv interne partijverkiezingen. Voorzitter Zehava Gal-On werd herkozen.

### Kulanu
Een nieuwe partij is Kulanu ("Wij Allen"). De partij werd in november 2014 opgericht door Moshe Kahlon, die in die maand uit de Likoed gestapt is. Moshe Kahlon ziet zichzelf nog als Likoednik, maar de Likoed is volgens hem veranderd. Moshe Kahlon zei eind 2014 dat hij het economische stelsel wil veranderen, omdat (in 2014) een groot deel van de bevolking minder dan $ 1000 per maand verdiende. Moshe Kahlon wil de nieuwe minister van Financiën worden. (In januari 2015 verhoogde de regering Netanyahu III het minimumloon in Israël wel al met 700 NIS van 4.300 NIS naar 5.000 NIS per maand.)
Het tweede lid van Kulanu is Michael Oren, die van 2009 tot 2013 Israëlisch ambassadeur in de Verenigde Staten was. De partij heeft voor de verkiezingen van 2015 een lijstverbinding met Yisrael Beiteinu.

### Yachad - Otzma Yehudit
Eli Yishai is uit de van oorsprong Sefardische, charedische partij Shas gestapt en heeft een nieuwe partij gesticht, Yachad ("Samen"). Eli Yishai was lange tijd voorzitter van Shas als vervanger van Aryeh Deri, totdat Aryeh Deri het weer overnam. De reden van zijn vertrek uit Shas is dat de relatie met zijn rivaal Aryeh Deri was verslechterd. Zo vroeg Aryeh Deri van hem om een blanco ontslagbrief te schrijven die Shas zou kunnen gebruiken als Eli Yishai zich niet aan de partijbesluiten zou houden. Eli Yishai dacht dat zijn rivaal Aryeh Deri die brief wel tegen hem zou willen gebruiken, om hem uit de partij te zetten. De partij werd aanvankelijk als 'Maran' geregistreerd en later werden Yachad of Ha'am Itanoe, betekenis: "Het volk met ons" als partijnaam overwogen. Uri Ariel is uit de partij Het Joodse Huis gestapt en kwam op plaats 2 van de lijst. Er werd verwacht dat nog een aantal Knesset-leden van Het Joodse Huis naar Ha'am Itanu zou overstappen. Op 29 januari 2015 kwamen Yachad en Otsma Jehudit overeen om met een gezamenlijke lijst te komen.
Baruch Marzel, nummer 4 op de lijst, werd net als Hanin Zoabi van de Arabische Lijst door de centrale kiescommissie gediskwalificeerd. Yaïr Lapid van Yesh Atid had een petitie tegen de deelname van Baruch Marzel getekend, omdat hij extreem rechts zou zijn. Hij was ook voor de diskwalificatie van Hanin Zoabi omdat die extreem links zou zijn. Tzipi Livni wou een petitie voor de diskwalificatie van Zoabi alleen ondertekenen als Baruch Marzel dan ook gediskwalificeerd zou worden. Baruch Marzel en Hanin Zoabi zijn beiden in hoger beroep gegaan en hebben beiden van het Israëlische Gerechtshof toestemming gekregen om deel te nemen aan de verkiezingen voor de twintigste Knesset.

## Stoppende parlementariërs

### Likoed
Limor Livnat, de minister van Cultuur en Sport, stopt na 22 jaar in de politiek als lid van de Knesset voor de Likoed en dertien jaar als minister. Gideon Sa'ar is in november 2014 gestopt.
Moshe Feiglin was aanvankelijk een van de drie kandidaten voor het voorzitterschap van de Likoed. Hij wou echter dat de interne partijverkiezingen van de Likoed pas in januari 2015 gehouden zouden worden, zodat hij zich beter kon voorbereiden. Toen het interne hof van de Likoed anders besloot, trok hij zich terug als kandidaat. Hij haalde bij de interne verkiezingen geen realistische plaats op de lijst. Inmiddels is hij uit de Likoed gestapt en heeft aangekondigd dat hij een nieuwe partij op gaat richten. Deze partij zou nog niet aan de verkiezingen van 2015 deelnemen, maar pas aan de verkiezingen daarna. Moshe Feiglin wordt gezien als een vertegenwoordiger van de Joodse nederzettingen op de Westelijke Jordaanoever, ook wel de kolonistenbeweging genoemd.

### Arbeidspartij
Binyamin Ben-Eliëzer stopt met de politiek wegens gezondheidsredenen. Hij heeft dertig jaar in het leger gediend en dertig jaar in de politiek gezeten. Avishay Braverman stopt ook.

### Yisrael Beiteinu
Uzi Landau stopt met het werk als de Knesset-lid van Yisrael Beiteinu (Yisrael Beitenu). Faina Kirschenbaum stopt voorlopig, omdat ze zich moet verdedigen in een rechtszaak. De Israëlische politie doet een groot onderzoek naar corruptie waarbij tientallen personen uit die partij betrokken zouden zijn. Volgens Avigdor Lieberman echter waren de meesten van die verdachten niet van Yisrael Beiteinu. Yair Shamir, een zoon van Yitzhak Shamir, stapt uit de partij Yisrael Beiteinu. Hij is overigens geen verdachte in het politieonderzoek.

### Yesh Atid
Adi Koll doet niet mee aan de volgende verkiezingen, maar keert terug naar haar vorige baan. Ze had blanco gestemd over het wetsvoorstel dat de kiesdrempel naar 3,25 % zou verhogen, wat haar een bestraffing opleverde, omdat ze niet volgens de partijdiscipline stemde. Het was ook niet waarschijnlijk dat ze zou worden herkozen omdat ze een niet-verkiesbare plaats op de lijst zou krijgen.
Shimon Solomon en Rina Frenkel kandideren niet als knesset-lid, maar gaan uitvoerend werk voor Yesh Atid doen.

### Meretz
Op 31 december 2014 deelde Nitzan Horowitz mee niet mee te doen aan de verkiezingen in 2015.

### Kadima
Israël Hasson van Kadima stopt als parlementariër in de Knesset. Naar geruchten was partijleider Shaul Mofaz in gesprek met 'Het Zionistische Kamp', wat hijzelf ontkende. Hij stopte in januari 2015 met de politiek. Hij werd opgevolgd door Akram Hasson, die daarmee de eerste Druus is die een Israëlische politieke partij leidt. Akram Hasson stapte echter over naar Kulanu, waar hij plaats 12 op de lijst kreeg. Kadima deed niet mee aan de verkiezingen van 2015, omdat ze niet verwachtten de kiesdrempel te halen.

### Hatnuah
Van 22 tot en met 25 december 2014 zeiden achtereenvolgens Elazer Stern, David Tzur, Amram Mitzna en Meir Sheetrit te stoppen als politicus voor Hatnuah. Elazer Stern overwoog om over te stappen naar Yisrael Beiteinu, maar koos uiteindelijk voor Yesh Atid. Amram Mitzna vertelde dat Tzipi Livni zonder overleg met de andere knesset-leden van Hatnuah een gezamenlijke lijst met de Arbeidspartij was overeengekomen.

### Hadash
Bij de interne partijverkiezingen van Hadash op 17 januari 2015 verklaarde de voorzitter Mohammad Barakeh officieel dat hij geen kandidaat zal zijn bij de volgende verkiezingen. Knesset-lid Afou Agbaria stopt ook.